# Stenopola bicoloripes
Stenopola bicoloripes är en insektsart som först beskrevs av Marius Descamps och Christiane Amédégnato 1972.  Stenopola bicoloripes ingår i släktet Stenopola och familjen gräshoppor. Inga underarter finns listade i Catalogue of Life.